# USS George E. Badger (DD-196)
Za druga plovila z istim imenom glejte USS George E. Badger.
USS George E. Badger (DD-196) je bil rušilec razreda Clemson v sestavi Vojne mornarice Združenih držav Amerike.
Rušilec je bil poimenovan po ameriškem politiku Georgu Edmundu Badgerju.

## Zgodovina
Za zasluge med drugo svetovno vojno je bil rušilec odlikovan z osmimi bojnimi zvezdami in predsedniško omembo enote.
3. oktobra 1945 je bil rušilec izvzet iz aktivne sestave, 24. oktobra 1945 odstranjen iz seznama plovil Vojne mornarice ZDA in leta 1946 prodan za razrez.